# Isagoras brevipes
Isagoras brevipes är en insektsart som beskrevs av Ludwig Redtenbacher 1906. Isagoras brevipes ingår i släktet Isagoras och familjen Pseudophasmatidae. Inga underarter finns listade i Catalogue of Life.